# タナカカツキ
タナカ カツキ（本名：田中 克己、男性、1966年 - ）は、日本の漫画家、映像作家。大阪府東大阪市出身。
1985年、小学館『週刊ビッグコミックスピリッツ』誌にて新人漫画賞受賞、マンガ家となる。その後、京都精華大学美術学部ヴィジュアルデザイン学科（現デザイン学部）卒業。現在、同大学デザイン学部客員教授。水草レイアウトの世界ランカーであり、公益社団法人日本サウナ・スパ協会公認のサウナ大使でもある。
マンガ家のロビン西とは同じ小学校に通っていた幼なじみ。ソウル・フラワー・ユニオン&ソウル・フラワー・モノノケ・サミットの河村博司 (B) とは中学時代の同級生。従姉にフローランタンの柳楽桜子、従兄にジャーナリストの田中周紀らがいる。

## 経歴・人物
初期の「ガロ系」の3冊のマンガ作品（『逆光の頃』、『りん子』、『エントツにのぼる子』）は、当時、交友のあった内田春菊から「叙情派」となづけられ、内田のマンガ作品『ストレッサーズ』に、「叙情派男・日本叙情派協会会長・JOJO」というキャラクターで登場している。
天久聖一とコンビを組んだ『バカドリル』以降、過去のマンガなどからの引用にみちた、ナンセンスな作風に移り、絵柄も初期作品とは大きく異なる。一方、『笑っていいとも!』の構成ブレーンを経て、『うたばん』、『ここがヘンだよ日本人』などの映像を手がける。映像制作会社カエルカフェ設立者。森美術館「六本木クロッシング日本美術の新しい展望2004」参加、「デジオナイト」開局などデジタルオンラインのフィールドにも活動の幅を広げる。
2002年にマンガ『オッス! トン子ちゃん』を発表。
2006年10月には、NHKの音楽番組『みんなのうた』の楽曲「月」のアニメーションを担当。
2012年7月、「コップのフチ子」考案。
2017年、『逆光の頃』（1989年6月に講談社より単行本が刊行）が主演・高杉真宙で実写映画化。
タナカカツキ（タナカ塾）の門下にはおおひなたごう（マンガ家）、にかしど （マンガ家）、ばばかよ（イラストレーター）、菅原そうた（バカCGアーティスト）、牧鉄兵（映像作家）、大月壮（映像作家）、せきしろ （俳人）などがいる。なお、本人による職業の表記は「漫画家」ではなく「マンガ家」である。

## 作品リスト

### マンガ. 書籍
- 『逆光の頃』講談社 1989
- 『りん子』JICC出版局 1993
- 『エントツにのぼる子』河出書房新社 1993
- 『バカドリル』扶桑社　1994（のち、扶桑社サブカルPBより　2006）
- 『バカドリルコミック』扶桑社　1995
- 『バカドリルXL』扶桑社　1997（のち、扶桑社サブカルPBより　2006）
- 『バカドリルいくよ』扶桑社文庫 1997
- 『バカドリルくるよ』扶桑社文庫 1997
- 『バカドリル頭痛』扶桑社文庫 2016
- 『バカドリル腹痛』扶桑社文庫 2016
- 『バカドリルコミック』扶桑社文庫 2002
- 『ブッチュくんオール百科』ソニーマガジンズ 1999
- 『オッス! トン子ちゃん』扶桑社 2003
- 文庫版『オッス!トン子ちゃん』扶桑社文庫 2005
- 『新しいバカドリル 上下巻』ポプラ社 2008
- 『オッス! トン子ちゃん1〜3』ポプラ社 2009
- 新装版『逆光の頃』太田出版 2009
- 『サ道』パルコ 2011
- 『新しいバカドリル リンゴ』ポプラ社 2010
- 『新しいバカドリル ゴリラ』ポプラ社 2010
- 『新しいバカドリル ラッパ』ポプラ社 2010
- 『新しいバカドリル パイナップル』ポプラ社 2010
- 『バカドリルミニマル』ポプラ社 2010
- 『新装版ブッチュくん全百科』講談社 2011
- 『部屋へ！』パルコ 2012
- 『すばらしきインドア大自然〜水草水槽のせかい』リトルモア
- 『みんなの太陽の塔』小学館クリエイティブ 2014
- 『大うんこ展』パイインターナショナル 2014
- 文庫版『オッス!トン子ちゃん1〜3』ポプラ社 2015
- 『マンガ サ道』講談社 2016
- 文庫「サ道」講談社+α文庫 2016
- Kindle版『逆光の頃 完全版』講談社　2017
- 『あいててて』パルコ 2017
- 『あ、ひょい』パルコ 2017

### 映像
- SUNDAY（ナウオンメディア）
- トン子BOX（アジール）
- 赤ちゃん（DDDレーベル）
- タナカカツキのタナカタナ夫DVD（アップリンク）
- スーパー一人ごっつ
- virtual drug ALTOVISION（Blu-ray Discのみで販売）
- SUGAGURAPH（ビームス）

### その他
- コップのフチ子（企画.原案.デザイン）
- 中京テレビアニメ「クイズとき子さん」（原案）
- 映画「逆光の頃」（マンガ原作）
- サ水（富士ミネラルウォーターのラベル）
- BS朝日「サウナを愛でたい」（番組ロゴデザイン）
- 「日本サ景」「山ロウリュ」（ふじやま温泉サウナ室内タイル画）[7]
- 「赤富士ロウリュ」（フジヤマミュージアム展示作品）

## 主な展覧会

### 個展
- 「炎の画家タナカカツキの生涯〜わだはガッポになる」展 (CALM & PUNK GALLERY/2008)

### グループ展
- 「千年に一度展」（ギャラリ－KAZE/1990）
- 純粋絵画展『宮沢賢二絵的標本箱』（ギャラリ－KAZE/1991）
- 映像展示会『映像山脈』（ギャラリーロケット/1999）
- 「SUNDAY」 (NY/PH Gallery/2005)
- 「漫画少年ドヴァイ」（静岡市クリエーター支援センター/2009）

## 出演

### 現在の出演
- ホワイトボードTV（TOKYO MX、2010年4月 - ）

### 過去の出演
- ウキ→ビジュ（中京テレビ、2005年10月 - 2009年3月）

## デジオ
でっちあげラジオの略。2004年4月、「なまじ絵が描けるばかりに遠回りしてしまった…」という妄言とともに、ひとりボソボソとしゃべっただけの音声ファイルをwebページにアップロードしたのがはじまりである。一人喋りや複数人の掛け合い、ゲストを迎えての会話等を録音しweb上にアップロード。ポッドキャストという言葉が出てきたのとほぼ同じ時期で、当時はストリーミングのラジオが主流で設定が面倒だった。そこでMP3ファイルをウェブ上に置いてみて、「デジオ」と名付け、ラジオ番組風にはじめたところ、開局数は加速度的に増加、インターネットの新しい遊び「デジオ」の中毒者を大量に生み出した。

## 水草水槽
2009年頃、水草水槽の魅力に心奪われはじめる。キリンジアルバム「BUOYANCY 」（コロンビア） アートディレクション で水草水槽の立ち上げを目の当たりにしたのを機に水草レイアウトを本格的にスタート。2011年「世界水草レイアウトコンテスト2011」に初出品、世界ランキング105位。2011年9月、水草レイアウト集団CAJを発足、2013年、『水草水槽のせかい すばらしきインドア大自然 』（リトルモア）刊行。注水せずに多湿空間野中で水草を植栽し繁茂させレイアウトする方法を「ミスト式」と命名、簡単に立ち上げられる方法として広まった。水草水槽に激しく魅了されてゆく本人の姿はコミック単行本『部屋へ！』（パルコ）に詳しく描写されている。コンテストはその後も順調にランクをアップさせ、2016年には世界ランク4位まで駆け上る。日本人ランクは2位。

## サウナ
2011年、パルコから出版された『サ道』は日本にサウナカルチャーを広く知らしめ、おじさま専用だったサウナの概念を180度変えてみせた。翌年、日本サウナスパ協会からサウナ大使に任命され、2015年、週刊モーニング（講談社）にて『マンガ サ道〜マンガでよむ サウナ道』連載がスタート、サウナでのトランス状態を示す用語である「ととのう」をピックアップしてビジュアル化し、多くのクリエイターや表現者たちに多大な影響を与え、次世代のサウナー（サウナ愛好家）を生み出した。FSC（フィンランドサウナクラブ）所属。
2009年、『サ道』連載開始（daily vitamins）連載
2011年、『サ道』（パルコ） 刊行
2012年、サウナ大使に任命
2013年、サウナ大使としてフィンランド外交
2014年、サウナ大使としてラトビア、リトアニア外交
2015年、週刊モーニング（講談社）にて『マンガ サ道〜マンガでよむ サウナ道』連載。サウナ室でのイベント「サウンドロウリュ」をとくさしけんごと共に考案、日本巡業で好評を博す。
2016年、単行本『マンガ サ道〜マンガで読むサウナ道〜(1)』（講談社）刊行
2017年、第一回日本サウナ大賞 大賞受賞。「サウナイト」出演
2018年、ヤマハ発動機のサイトにて、『サ道 -原始の風の巻-』を公開。